# Daniel Mühlbach
Hans Daniel Mühlbach född 9 oktober 1974 i Österåkers församling, Stockholms län, är en svensk entreprenör. Han har en civilingenjörsexamen i industriell ekonomi från Luleå tekniska universitet. Han har grundat e-handelsbolagen Footway Group AB och LensWay.
1999 startade han e-handelsbolaget LensWay tillsammans med sin studiekamrat Herman Ofenböck. 2010 lämnade han LensWay för att grunda e-handelsbolaget Footway Group AB.
2016 var han vd för e-handelsbolaget Footway Group AB. Dessutom har han styrelseuppdrag i Byggmax och Eterum AB.